# Pro-Life Alliance of Gays and Lesbians
Pro-Life Alliance of Gays and Lesbians (ang. Sojusz Gejów i Lesbijek na rzecz Życia), PLAGAL – amerykańska organizacja pro-life, grupująca osoby homoseksualne i transseksualne.
Organizacja sięga swymi korzeniami 1990 roku kiedy to Tom Sena założył w Minneapolis grupę Gays Against Abortion (ang. Geje przeciw aborcji). Na początku 1991 roku grupa przyjęła obecną nazwę. W 1994 roku wybrano jej pierwszego prezesa – został nim Philip Arcidi. W tym samym roku PLAGAL otwarcie potępił finansowanie przez Philadelfia AIDS Walk aborcji na płodach zarażonych wirusem HIV. W marcu 2005 roku organizacja udzieliła poparcia projektowi ustawy wniesionej do legislatury stanu Maine, zakładającego zakaz aborcji ze względu na orientację seksualną dziecka poczętego. Pojawiały się bowiem pomysły, aby sprawdzać czy dziecko posiada geny determinujące homoseksualizm czy heteroseksualizm i abortować je w przypadku znalezienia tych pierwszych. Jak twierdzą przedstawiciele stowarzyszenia, homofobi chcieliby w ten sposób raz na zawsze usunąć homoseksualizm ze społeczeństwa. Projekt został zaproponowany przez republikanina Briana Dupreya.
Działalność PLAGAL spotyka się ze sprzeciwem części środowisk gejowskich, jak też (w większości nastawionej antyaborcyjnie) amerykańskiej prawicy religijnej. Niemniej jest zapraszana do udziału w dorocznym Marszu na Rzecz Życia w Waszyngtonie.